# 繁昌区
繁昌区（はんしょう-く）は、中華人民共和国安徽省蕪湖市に位置する市轄区。

## 行政区画
- 鎮:繁陽鎮、荻港鎮、孫村鎮、平鋪鎮、新港鎮、峨山鎮